# Johannes Schmid von Steinheim
Johannes Schmid von Steinheim, auch von Stein am Rhein (Humanistenname Johannes Faber (Fabricius) Lithopolitanus; erwähnt 1513–1529), war wahrscheinlich 1513 Bibliothekar des Klosters St. Gallen.
Ob er am sogenannten Codex Gaisbergianus (Cod. Sang. 613) mitgearbeitet hat, wie die ältere Forschung angenommen hat, ist umstritten. Der Codex Gaisbergianus wurde von Abt Franz von Gaisberg in Auftrag gegeben und enthält verschiedene hagiographische und historiographische Texte, insbesondere eine Geschichte der Äbte des Klosters St. Gallen samt Wappen. Überliefert ist, dass sich Johannes Schmid «eifrig […] mit der Klostergeschichte und der Ordnung der Bibliothek beschäftigt hat».
Johannes Schmid scheint wie sein Mitbibliothekar Anton Vogt 1529 vom katholischen Glauben abgefallen zu sein.